# ناثان جاي ليندسي
ناثان جاي ليندسي (بالإنجليزية: Nathan J. Lindsay)‏ هو ضابط ورائد فضاء أمريكي، ولد في 24 مايو 1936 في مونرو في الولايات المتحدة، وتوفي في 25 مايو 2015 في سان كليمينتي في الولايات المتحدة.